# Thies Goldberg
Thies G. J. Goldberg (* 16. Februar 1962 in Hamburg) ist ein Hamburger Politiker der CDU.

## Leben und Beruf
Thies Goldberg ist gelernter Bankkaufmann und studierter Diplom-Volkswirt. Er ist seit 1987 selbständiger Unternehmensberater in der Firma Goldberg Consulting GmbH und Inhaber einer Beteiligungsgesellschaft. Er ist u. a. Vorsitzender des Aufsichtsrats der Medisana GmbH, einem Unternehmen in der Gesundheitsvorsorge, Aufsichtsratsvorsitzender der ANSARES AG in Berlin, seit 2019 Mitglied im Aufsichtsrat der HGV Hamburger Gesellschaft für Vermögens- und Beteiligungsmanagement mbH, die mit 5,5 Mrd. Euro Umsatz einen Großteil der Unternehmensbeteiligungen und einige Immobilien der Freien und Hansestadt Hamburg bündelt, sowie Vorsitzender des Beirates des Stiftung „Wissen, Weltethos und Weltzukunft“, die der Hamburger Publizist Claus Grossner 2010 initiierte.

## Politisches Engagement
Goldberg ist Vorstandsmitglied im CDU-Kreisverband Altona und im Ortsverband Rissen. Von März 2004 bis März 2011 war er Mitglied der Hamburgischen Bürgerschaft. Dort saß er für seine Fraktion im Haushaltsausschuss und Wirtschaftsausschuss. Er war Fachsprecher für Haushalt und Finanzen und Vorsitzender im Ausschuss für öffentliche Unternehmen. Nach seinem Ausscheiden aus der Bürgerschaft wurde er am 4. Mai 2011 auf Vorschlag der CDU-Fraktion von der Hamburgischen Bürgerschaft in die Deputation der Finanzbehörde gewählt. Im September 2011 löste Goldberg den langjährigen Schatzmeister der CDU Landesverband Hamburg, Harald Boberg, ab.
Seit November 2021 ist Goldberg Vorsitzender des Landesverbandes Hamburg des Berufsverbandes Wirtschaftsrates der CDU, der mit über 1000 Mitgliedern zu den stärksten Landesverbänden im Bundesgebiet gehört.
Neben der parlamentarischen Arbeit ist er seit vielen Jahren ehrenamtliches Mitglied im Vorstand Deutsche Seemannsmission Hamburg-Altona e. V., wo er als Schatzmeister für die Finanzen des gemeinnützigen Vereins verantwortlich ist.